# Ouistreham
Ouistreham (Franse uitspraak: [wiehs-trem]) is een gemeente in het Franse departement Calvados (regio Normandië). De gemeente telde 9.261 inwoners op 1 januari 2022. De plaats maakt deel uit van het arrondissement Caen. 
Ouistreham is een badplaats. Het was het meest oostelijke landingsstrand tijdens de landing in Normandië. Het monument op het strand herdenkt de Fransman Philippe Kieffer die zijn troepen leidde bij de aanval op Ouistreham op 6 juni 1944.

## Geschiedenis
De plaats is ontstaan als vissersdorp aan de monding van de Orne. Een eerste kerk werd vernield door de Vikingen. Veel gronden en de kerk van Ouistreham hingen af van de Abbaye aux Dames in Caen. De kerk Saint-Samson werd in de 12e eeuw gebouwd op het hoogste punt van het dorp (12 meter boven zeeniveau) en de kerktoren deed tot 1828 dienst als vuurtoren. In de 13e eeuw bouwde de abdij een tiendschuur in Ouistreham.
In 1779 werd aan beide zijden van de monding van de Orne een fort gebouwd. Het fort werd in 1880 gedeclasseerd en verkocht. Tussen 1836 en 1857 werd een kanaal evenwijdig met de Orne gegraven. In 1866 werd een eerste villa gebouwd in de duinen van Ouistreham. Tegen het einde van de eeuw, met de komst van de trein, groeide de gemeente uit tot een badplaats. De wijk Riva-Bella werd gebouwd en in de jaren 1930 kreeg Ouistreham een casino.
In 1944 bij de landingen in Normandië leed de gemeente grote schade. In 1957 werd een nieuw casino in beton gebouwd.

## Geografie
De oppervlakte van Ouistreham bedroeg op 1 januari 2022 9,95 vierkante kilometer; de bevolkingsdichtheid was toen 930,8 inwoners per km². De gemeente ligt aan Het Kanaal, aan de monding van de Orne. 
De onderstaande kaart toont de ligging van Ouistreham met de belangrijkste infrastructuur en aangrenzende gemeenten.

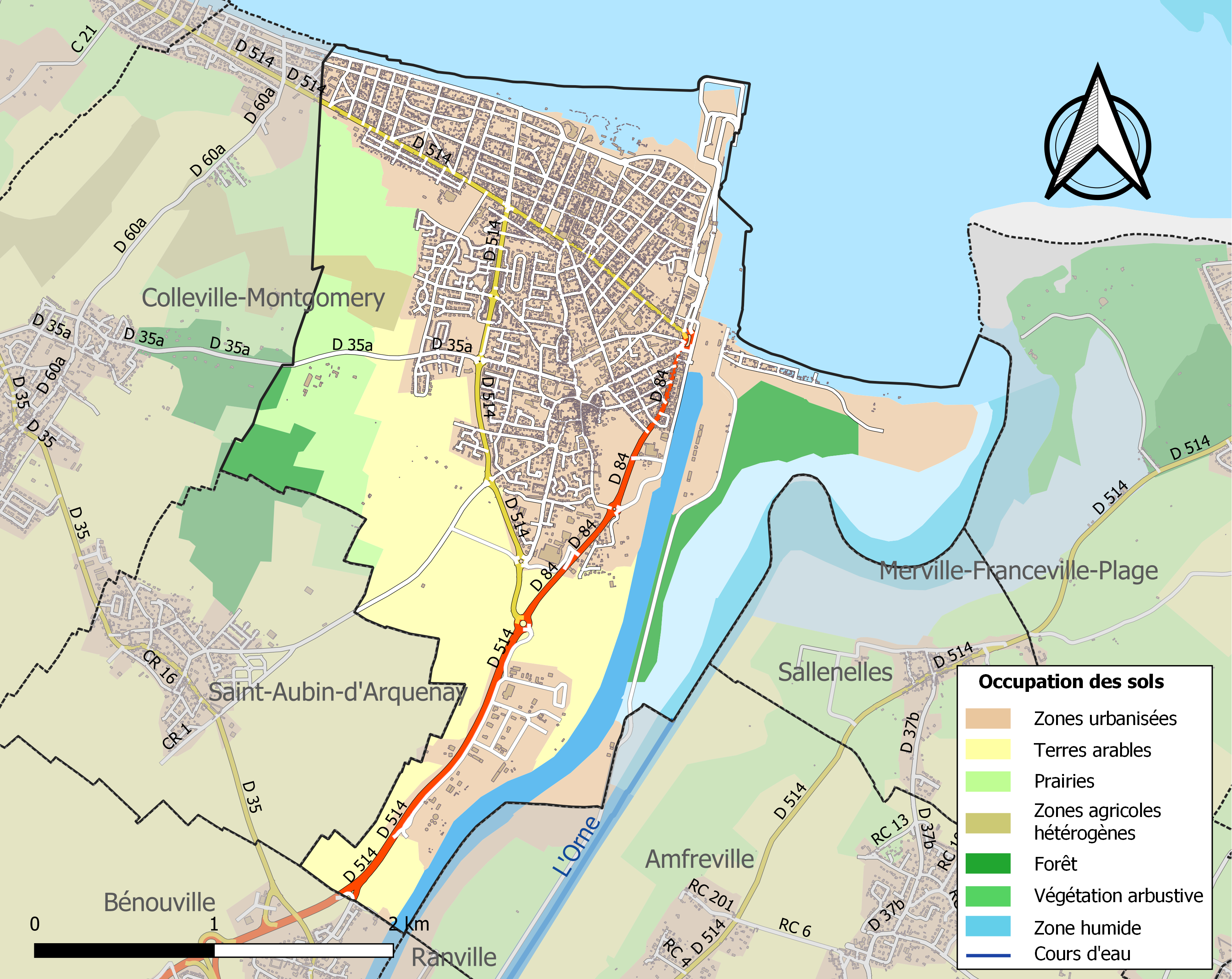

## Partnersteden
- Eigenbrakel (België)

## Bezienswaardigheden
- Musée du Mur de l'Atlantique: een museum in een grote bunker waarin in 1944 het Duits hoofdkwartier van de batterijen van het Orne-estuarium was gevestigd.
- Kerk Saint-Samson, romaanse kerk uit de 12e eeuw, een historisch monument sinds 1840.
- Tiendschuur (Grange aux Dîmes, 13e eeuw)

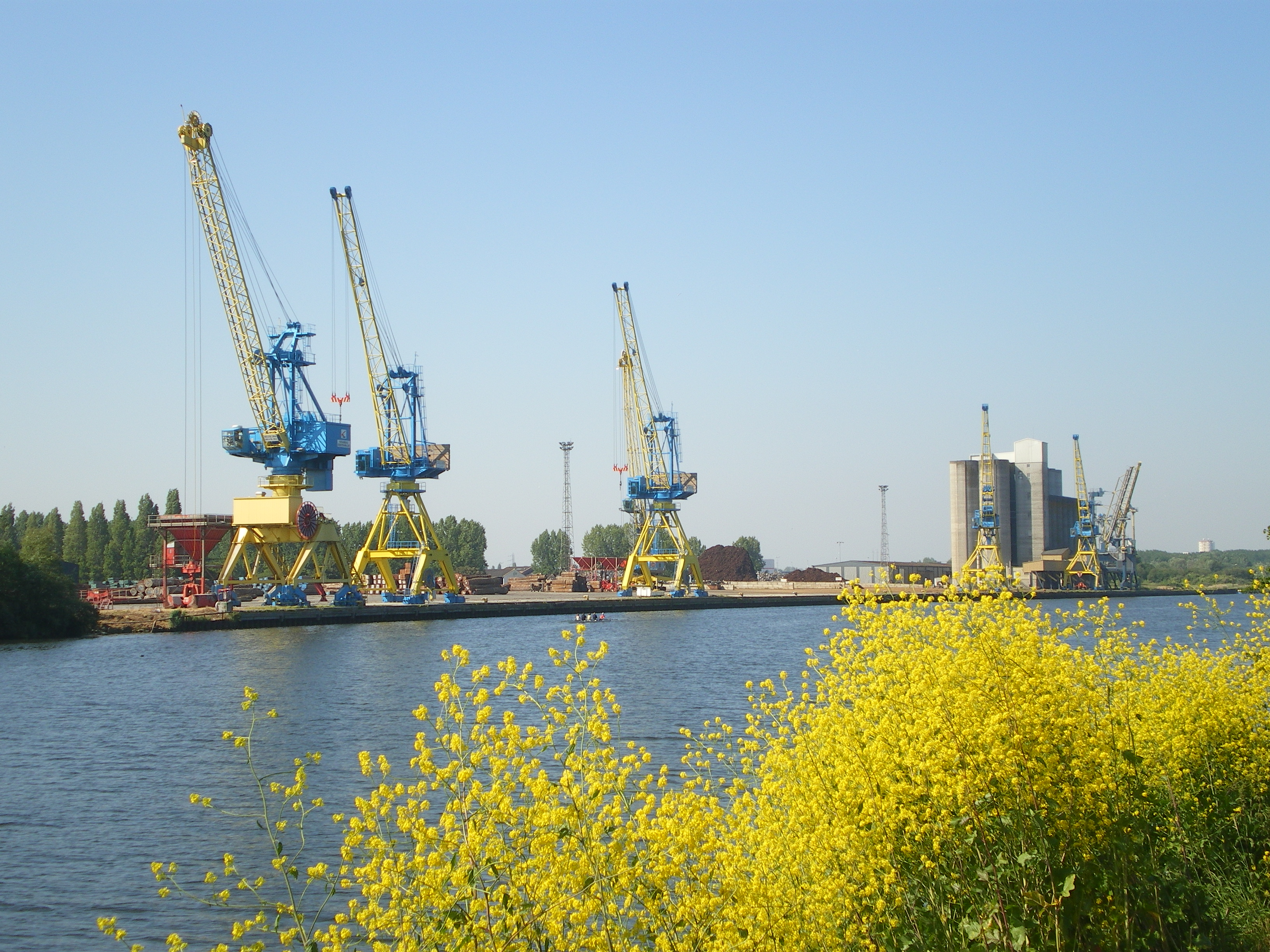
Haven
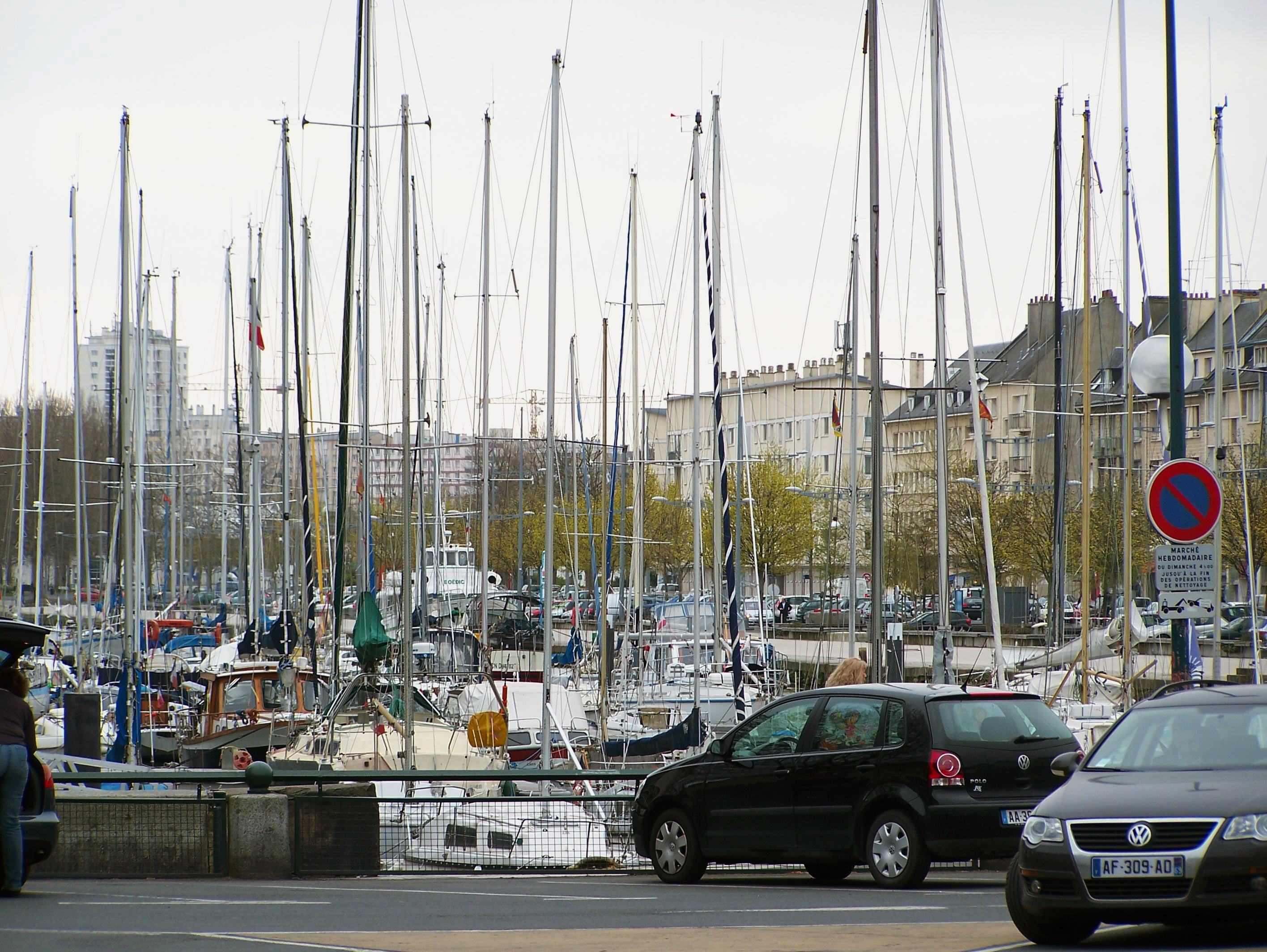
Jachthaven
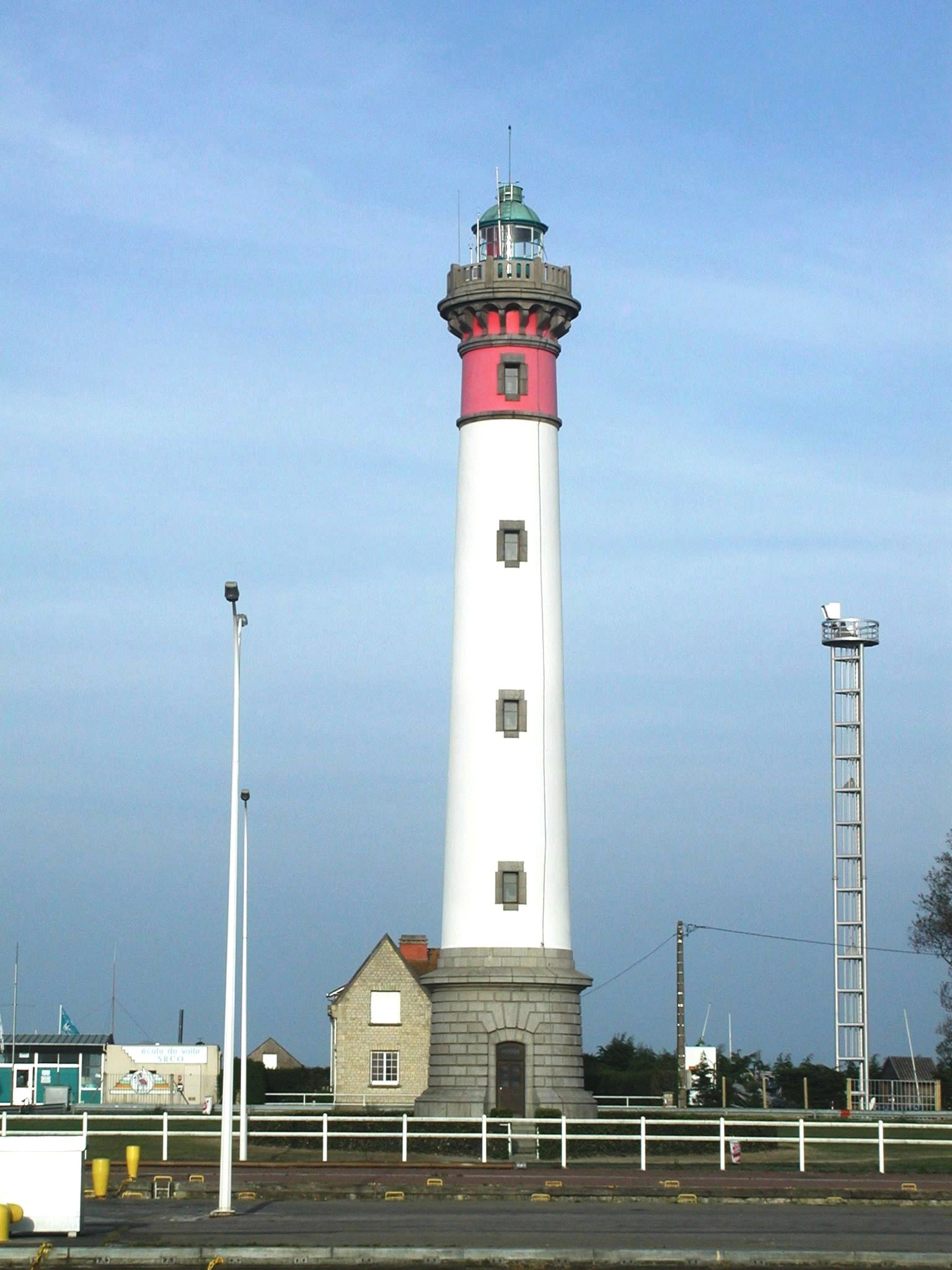
Vuurtoren
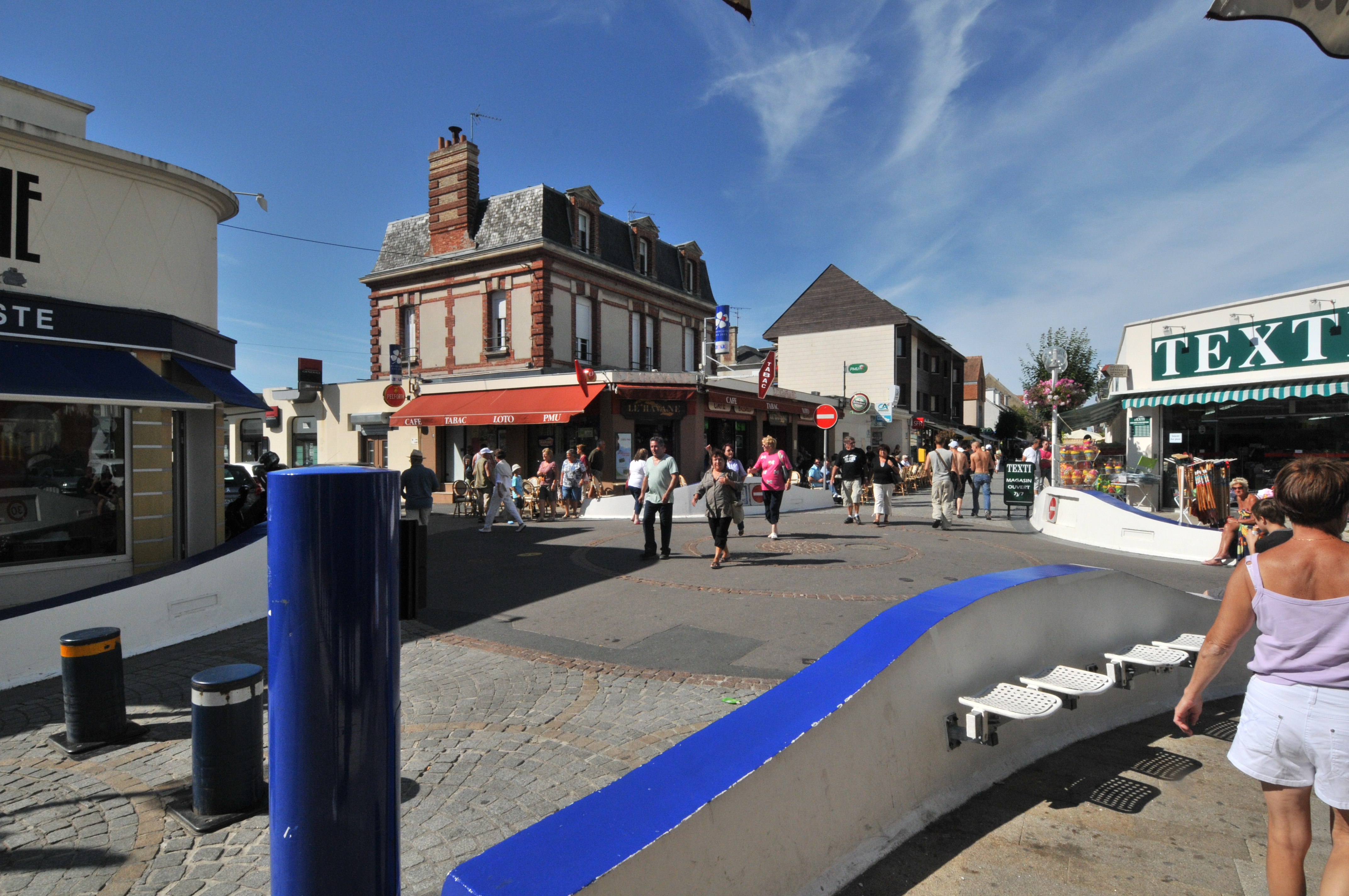
Centrum
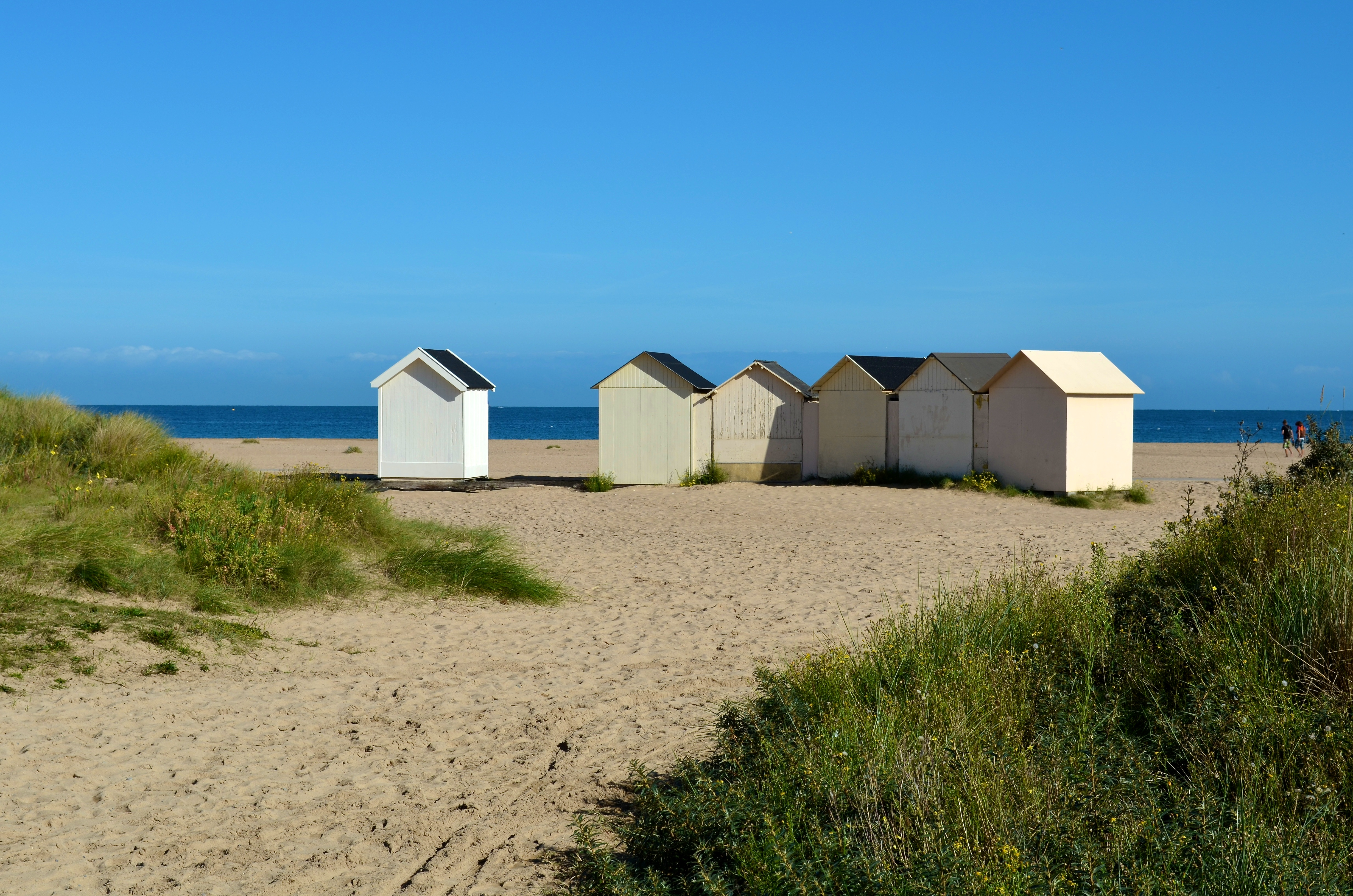
Strandkabines
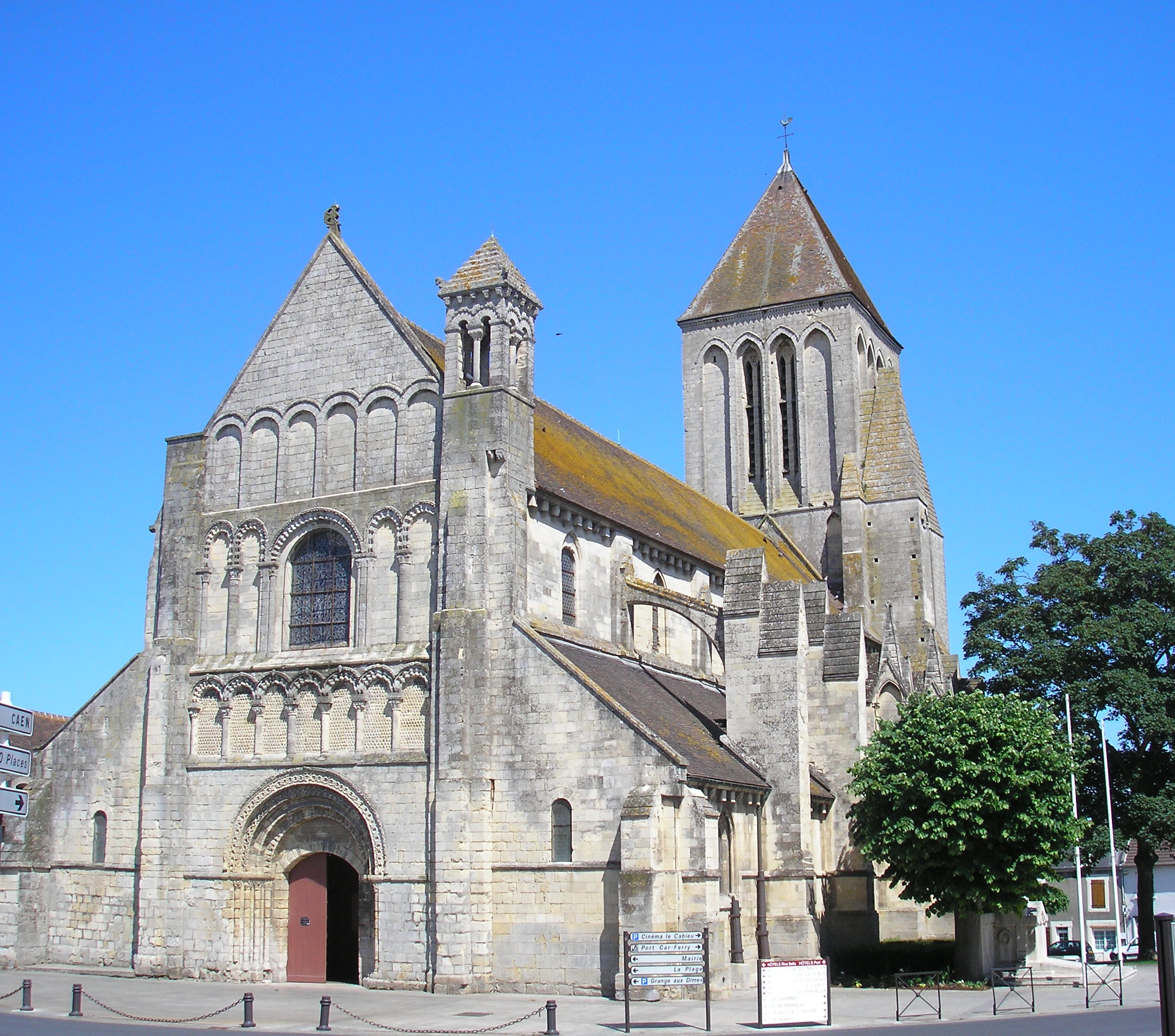
Kerk Saint-Samson
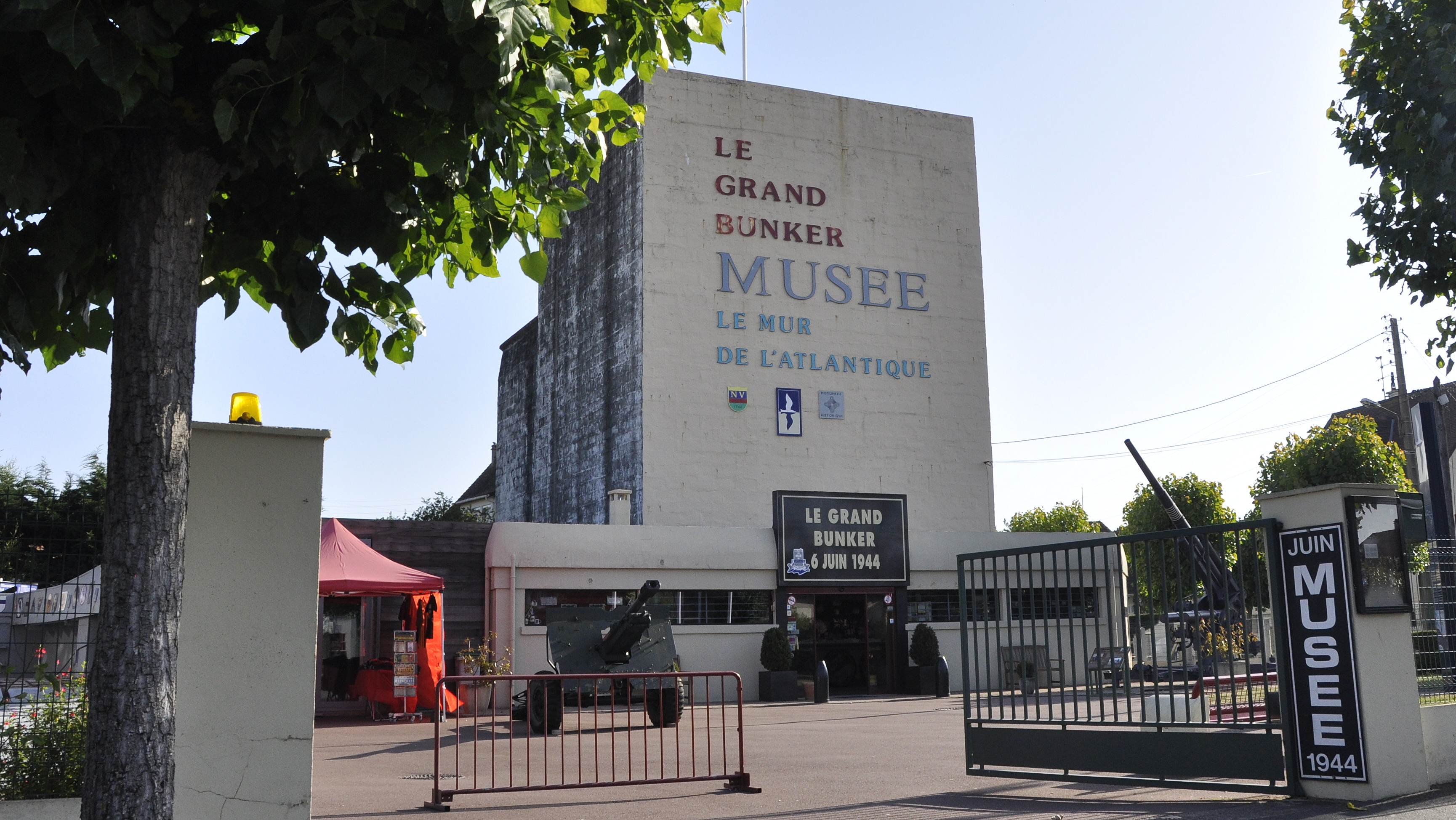
Musée du Mur de l'Atlantique
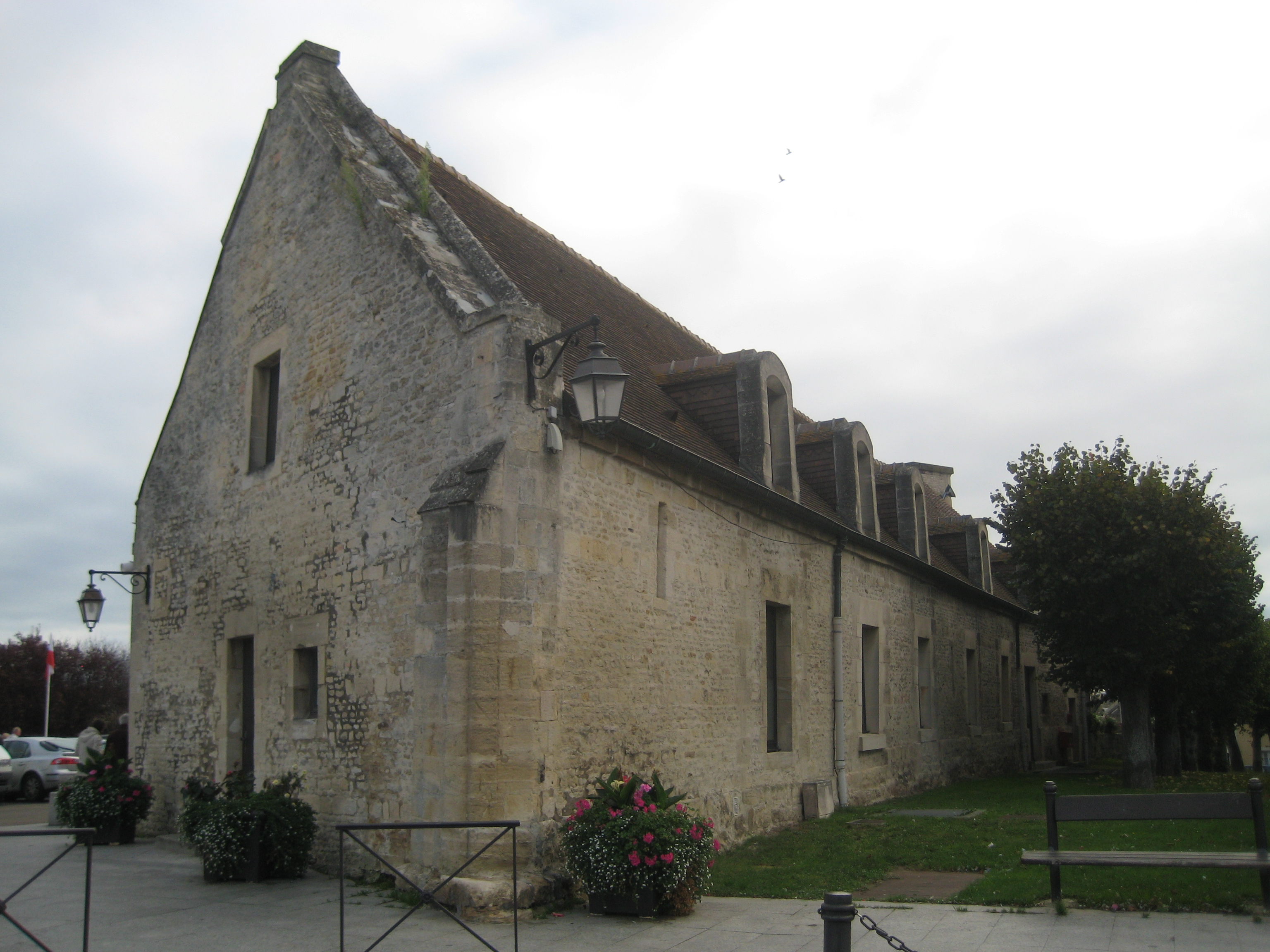
Tiendschuur

## Demografie
Onderstaande figuur toont het verloop van het inwonertal (bron: INSEE-tellingen).
Vanwege een beveiligingsprobleem met de MediaWiki Graph-software is het momenteel niet mogelijk deze grafiek weer te geven. Zodra de software is bijgewerkt zal de grafiek vanzelf weer zichtbaar worden.